# 維諾德·柯斯拉
維諾德·柯斯拉（古木基文：ਵਿਨੋਦ ਖੋਸਲਾ'，1955年1月28日—），生於印度德里，印度裔美國籍企業家，創業投資家。他是昇陽電腦的共同創辦者之一，也是第一任執行長與主席。1986年，他加入風險投資公司，Kleiner Perkins Caufield & Byers。

## 生平
維諾德·柯斯拉的父親是一名印度陸軍軍官，所屬部隊位於新德里。
維諾德·柯斯拉在14歲時，在雜誌上讀到Intel創立的故事，之後開始以從事科技工作為志向。大學畢業於德里印度理工学院，取得電機工程學士學位。留學美國後，在卡内基梅隆大学取得生物化學工程碩士學位，1980年於斯坦福商学研究生院取得MBA學位。
1980年，畢業之後，進入Daisy Systems工作。1982年，與史丹佛大學的同窗安迪·貝托爾斯海姆，史考特·麥克里尼，以及柏克萊加州大學的比尔·乔伊，共同創立昇陽電腦。